# Rohatyńcowate

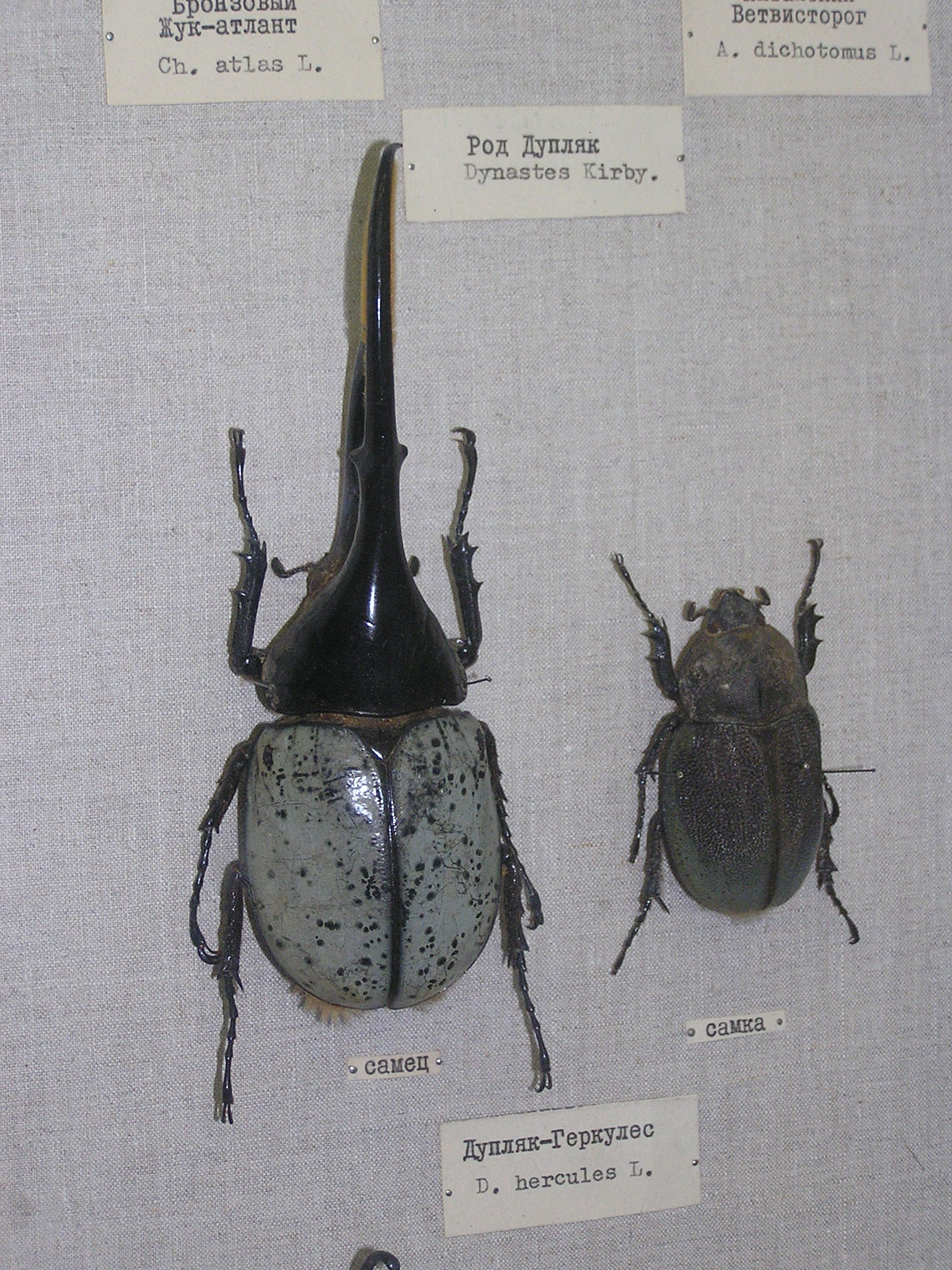
Rohatyniec herkules (Dynastes hercules) – samiec (z lewej) i samica

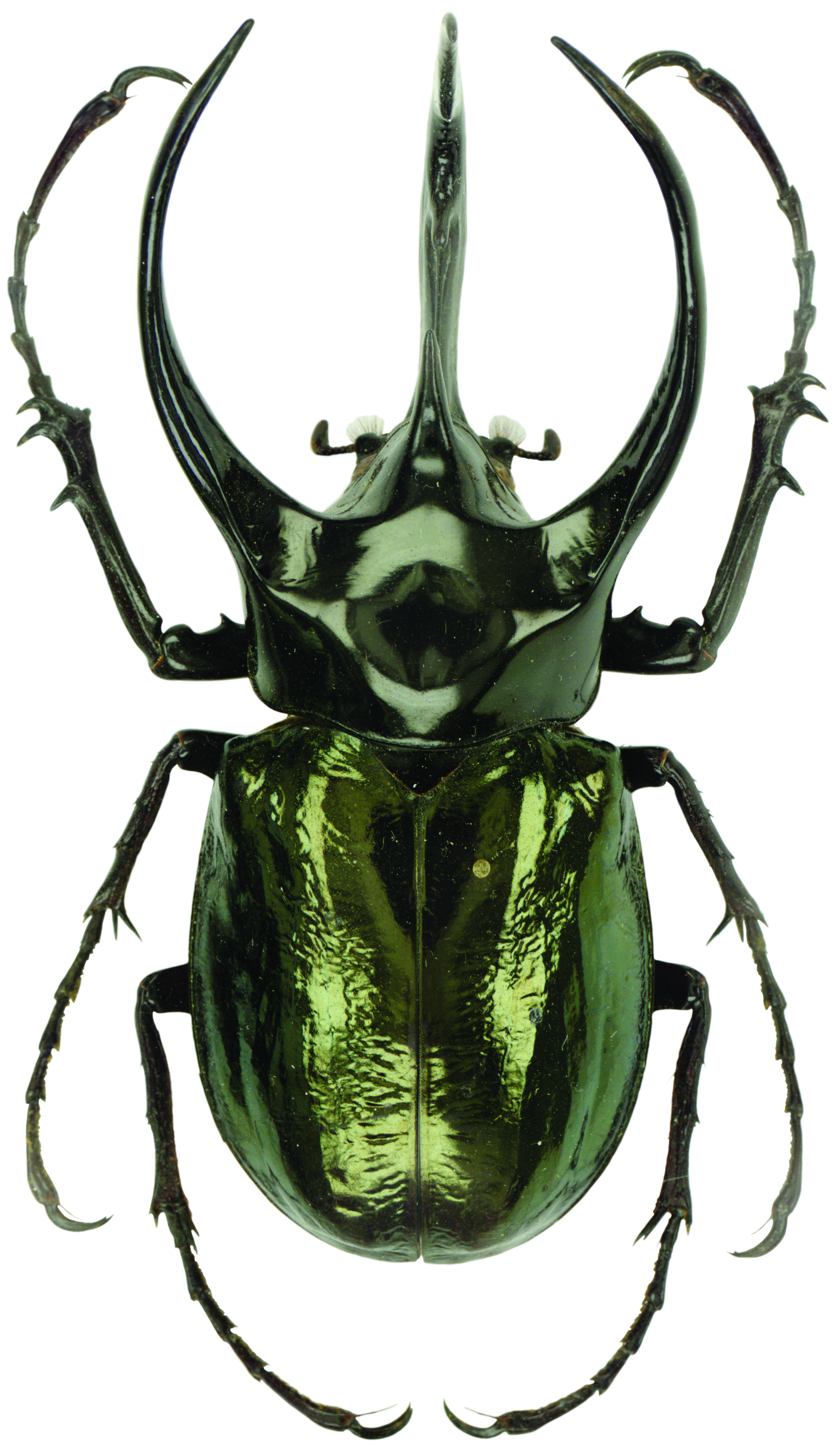
Chalcosoma atlas

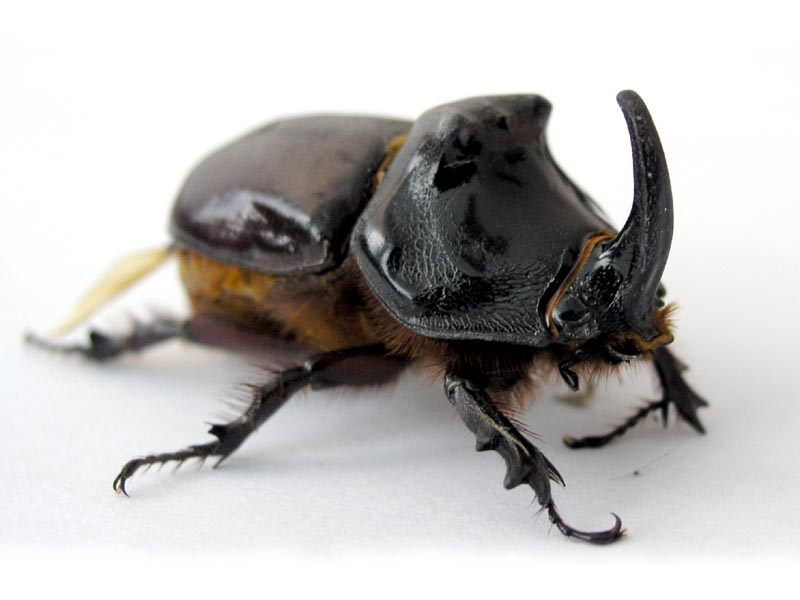
Samiec rohatyńca nosorożca.

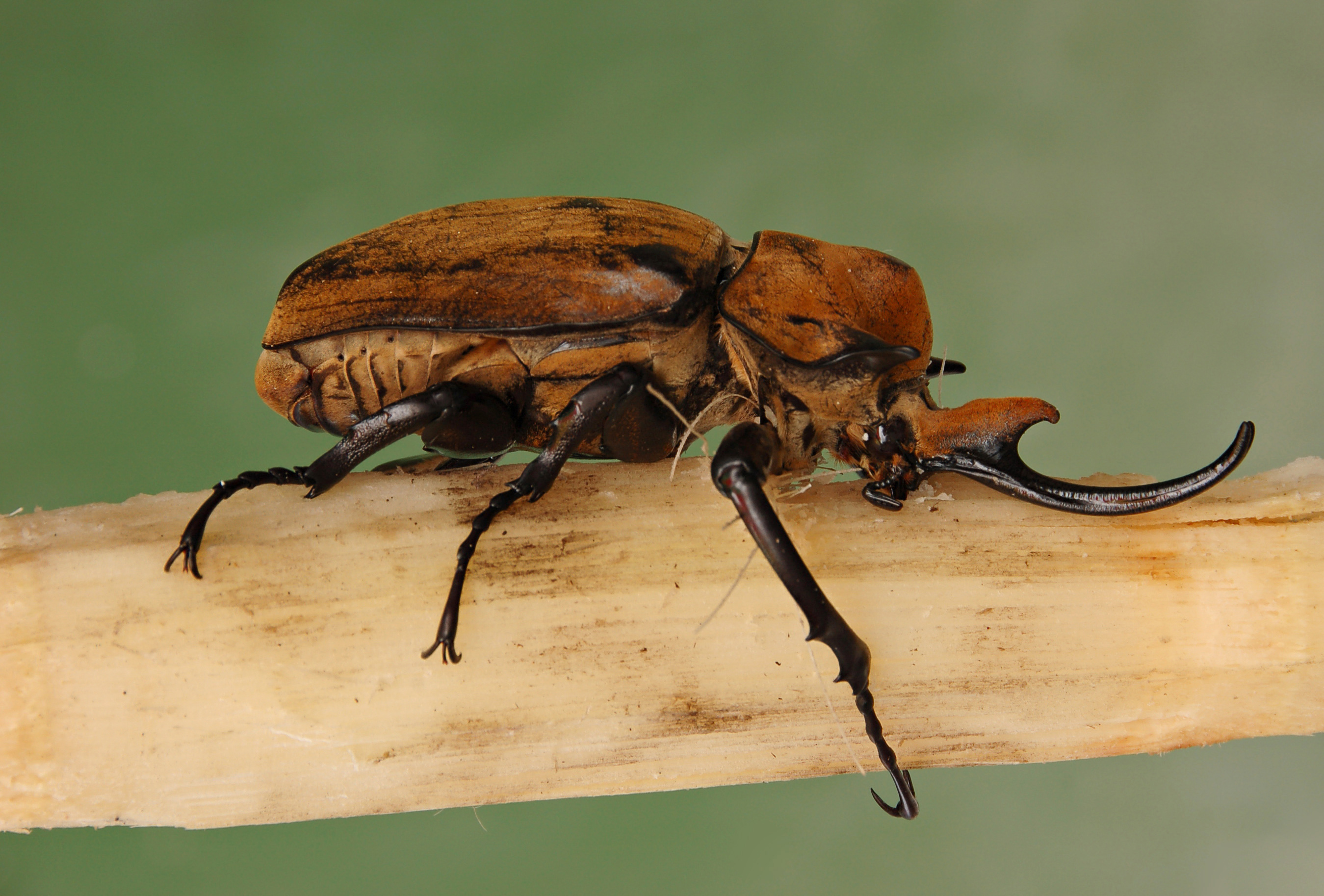
Samiec Megasoma elephas

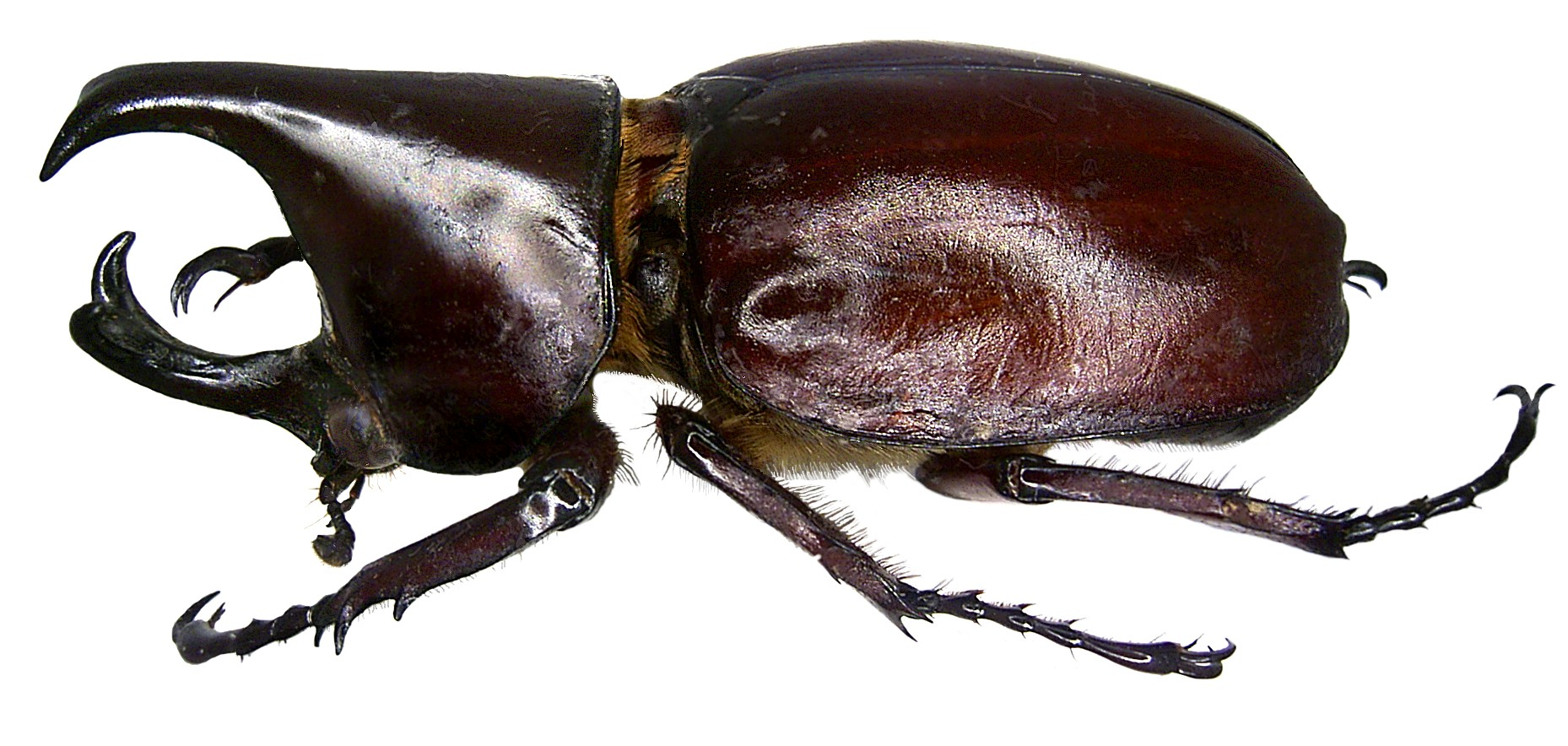
Xylotrupes socrates

Rohatyńcowate (Dynastinae) – podrodzina chrząszczy z rodziny poświętnikowatych (klasyfikowana niekiedy jako odrębna rodzina Dynastidae). Rozprzestrzenione kosmopolitycznie. Żerują głównie na materiale roślinnym, żywym (fitofagi) lub martwym (saprofitofagi). W zapisie kopalnym znane od eocenu.

## Morfologia

### Owad dorosły
Chrząszcze te osiągają od 10 do 225 mm długości ciała (należą tu jedne z największych owadów). Ubarwienie ich jest zwykle rudobrązowe, brązowe lub czarne. Dość powszechny jest wśród nich dymorfizm płciowy. W jego przypadku samce są większe i zaopatrzone w różnokształtne wyrostki (rogi) lub guzki na głowie, a czasem również na przedpleczu albo też samce wyróżniają się tylko powiększonymi stopami odnóży przedniej pary. U Phileurini i części gatunków z plemion Cyclocephalini i Pentodontini dymorfizmu płciowego brak jednak zupełnie.
Głowa ma zbudowane z dobrze wykształconych omatidiów (eukoniczne) oczy złożone podzielone występem policzka zwanym canthus. Czułki buduje dziesięć lub dziewięć członów, z których trzy ostatnie formują buławkę o owalnym kształcie. Nadustek może mieć przednią krawędź zaokrągloną, podwójnie piłkowaną, ściętą i krótko stępioną. Warga górna jest widoku od góry nakryta nadustkiem. Żuwaczki bywają różnie wykształcone, zwykle zaopatrzone są w ząbki lub płaty, ale u Cyclocephalini i niektórych Phileurini jedna z żuwaczek jest bezzębna.
Tułów ma tarczkę normalnie wykształconą, niepowiększoną. Tylne skrzydła przypominają budową te u rutelowatych i mają szeroko zakrzywione wierzchołki. Pierwszy skleryt aksillarny ma zredukowany odsiebny łuk, a trzeci skleryt aksillarny cechuje się wypukłym szczytem. Przetchlinki zatułowia są zmodyfikowane. Odnóża przedniej pary mają poprzeczne biodra. Odnóża środkowej pary mają na szczytach goleni po dwie, skierowane dośrodkowo, stykające się ze sobą i nieodseparowane od nasady stóp ostrogi. Stopy wszystkich par zwieńczone są empodiami i pazurkami. Te ostatnie zwykle są równych rozmiarów, ale u samców Cyclocephalini i niektórych Pentodontini pazurki przednich odnóży są powiększone.
Odwłok ma sześć widocznych z zewnątrz sternitów (wentrytów). Funkcjonalne przetchlinki odwłokowe występują w liczbie siedmiu par. Na błonach pleuralnych położone są przetchlinki pierwszych dwóch, trzech lub czterech segmentów odwłoka oraz segmentu siódmego. W przypadku pozostałych segmentów przetchlinki leżą na sternitach. U większości gatunków na propygidium znajdują się poprzeczne bruzdki służące za narząd strydulacyjny.

### Larwa
Larwami są pędraki o ciele wygiętym w kształt litery C. Czułki ich zbudowane są z czterech członów. Oczka larwalne wykształcone są tylko u niektórych gatunków; pozostałe są ślepe. Puszka głowowa ma wykształcony szew czołowonadustkowy. Szczęki mają żuwki zewnętrzną i wewnętrzną zrośnięte w malę. Na spodniej stronie żuwaczek leżą elementy aparatu strydulacyjnego. Odnóża są pięcioczłonowe,  zwieńczone pazurkami. Przetchlinki mają postać sitkowatą.

## Biologia i ekologia
Owady dorosłe żerują na różnych częściach roślin (fitofagi): kwiatach, owocach, nasionach, bulwach, wyciekającym soku. Niektóre gatunki afrykańskie nauczyły się wyjadać miód z uli pszczoły miodnej, często razem z czerwiem. Larwy żerują na martwym lub żywym materiale roślinnym, np. próchnie (kariofagi), próchnicy czy organach podziemnych.

## Rozprzestrzenienie
Rodzina rozprzestrzeniona jest kosmopolitycznie. Kosmopolityczne zasięgi mają także plemiona Oryctini, Pentodontini i  Phileurini. Cyclocephalini występują głównie w Nowym Świecie z jednym rodzajem afrykańskim. Ogólnie w Nowym Świecie występuje około 90 rodzajów należących do 6 plemion. Agaocephalini znane są tylko z krainy neotropikalnej. Hexodontini są endemitami Madagaskaru. Oryctoderini ograniczone są do krainy australijskiej i orientalnej. W zachodniej Palearktyce większość gatunków rohatyńcowatych ograniczona jest rejonu śródziemnomorskiego. W Europie Środkowej występują tylko dwa gatunki: rohatyniec nosorożec i Pentodon idiota. W Polsce występuje tylko ten pierwszy, przy czym ograniczony jest w tym kraju do składowisk materiałów roślinnych jak kompostownie i przytartaczne wysypiska trocin. P. idiota znany jest z regionów ościennych, tj. Słowacji i zachodniej Ukrainy.

## Systematyka i ewolucja
Takson ten wprowadzony został w 1819 roku przez Alexandra Macleaya. Dzieli się go na 8 plemion i 9 podplemion:
- plemię: Agaocephalini Burmeister, 1847
- plemię: Cyclocephalini Laporte de Castelnau, 1840
- plemię: Dynastini MacLeay, 1819
  - podplemię: Chalcosomina Rowland & Miller, 2012
  - podplemię: Dynastina MacLeay, 1819
  - podplemię: Xylotrupina Hope, 1838
- plemię: Hexodontini Lacordaire, 1856
- plemię: Oryctini Mulsant, 1842
- plemię: Oryctoderini Endrödi, 1966
- plemię: Pentodontini Mulsant, 1842
  - podplemię: Cheiroplatina Carne, 1957
  - podplemię: Dipelicina Carne, 1957
  - podplemię: Pentodontina Mulsant, 1842
  - podplemię: Pseudoryctina Carne, 1957
- plemię: Phileurini Burmeister, 1847
  - podplemię: Cryptodina Burmeister & Schaum, 1840
  - podplemię: Phileurina Burmeister, 1847

W zapisie kopalnym znane są od eocenu. Z epoki tej pochodzą skamieniałości rodzajów Ligyrus i Oryctoantiquus.
Pod koniec XX wieku głównie wśród entomologów francuskich i włoskich pojawiać się zaczął trend do wynoszenia poszczególnych podrodzin Scarabaeidae, w tym rohatyńcowatych, do rangi rodzin. Takie podejście zwykle jest krytykowane przez entomologów środkowoeuropejskich i rzadko jest logicznie uargumentowane. Prace systematyzujące podział chrząszczy, zarówno Lawrence'a i Newtona z 1995 roku, jak i autorstwa 11 koleopterologów z 2011 roku, traktują rutelowate jako podrodzinę poświętnikowatych (Scarabaeidae).